# Львовский телевизионный завод
Телевизионный завод «Электрон» (укр. Телевізійний завод «Електрон») — многоотраслевое предприятие радиоэлектронной промышленности, выпускающее телевизоры, видеоконтрольные устройства, продукцию и приборы гражданского и военного назначения.

## История

### 1957—1991

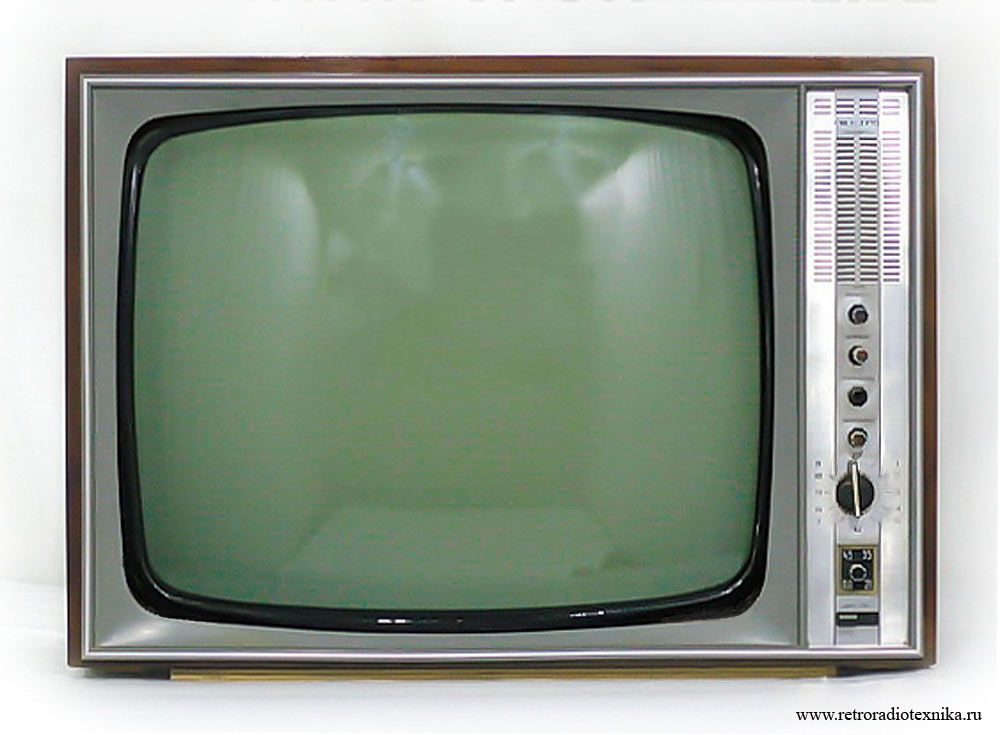
«Электрон 216Д». Лучшая модель советского чёрно-белого телевизора 1972 года, полностью на полупроводниках, потреблявшая минимальное по тем временам количество электроэнергии — 80 Вт

6 июля 1955 года в результате объединения электромеханических мастерских «Контакт» и «Водомер» во Львове был создан «Завод измерительных приборов», основной продукцией которого являлись счётчики.
4 октября 1957 года на базе «Завода измерительных приборов» был создан Львовский телевизионный завод. В 1958 году заводом были выпущены первые телевизоры «Львов», созданные на основе конструкции телевизора «Рекорд» Александровского радиозавода, в 1959 году было освоено производство телевизора «Львов-2», в 1960 году — производство телевизора «Верховина», в 1961 году — телевизора «Огонёк», созданного совместно с Московским научно-исследовательским телевизионным институтом.

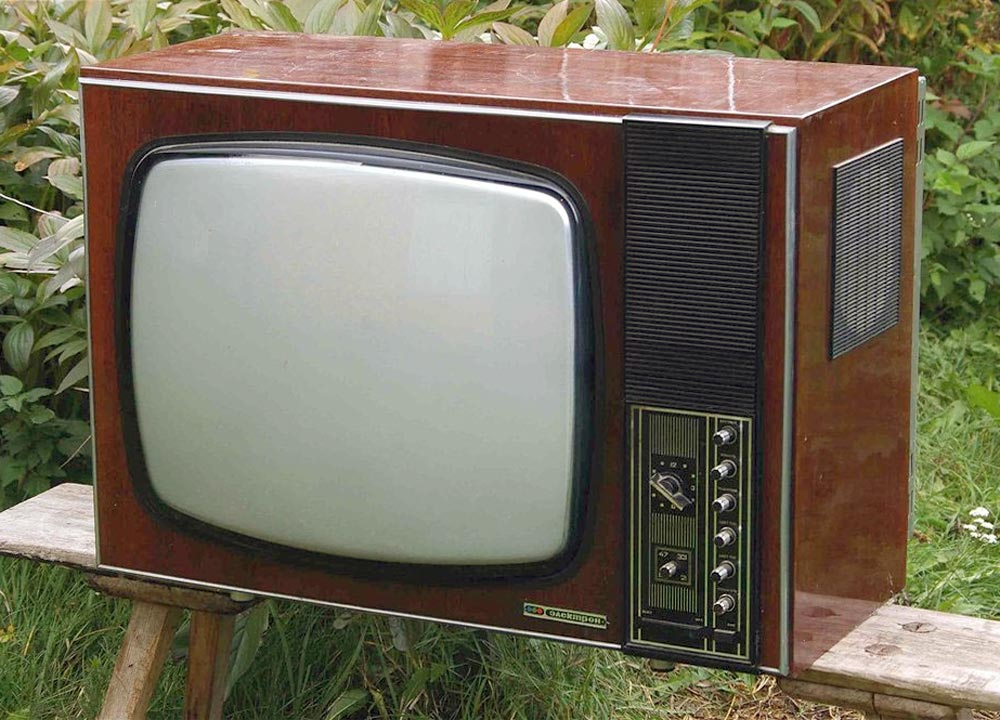
Первая массовая модель лампово-полупроводникового цветного телевизора Львовского завода «Электрон-706», 1973 г.

В 1963 году на заводе впервые в СССР была внедрена автоматизированная система управления производством и комплексная система управления качеством (АСУП «Львов»).
В 1967 году во Львове было создано ОКБ при НИИ телевизионной техники, действовавшее в кооперации с заводом.

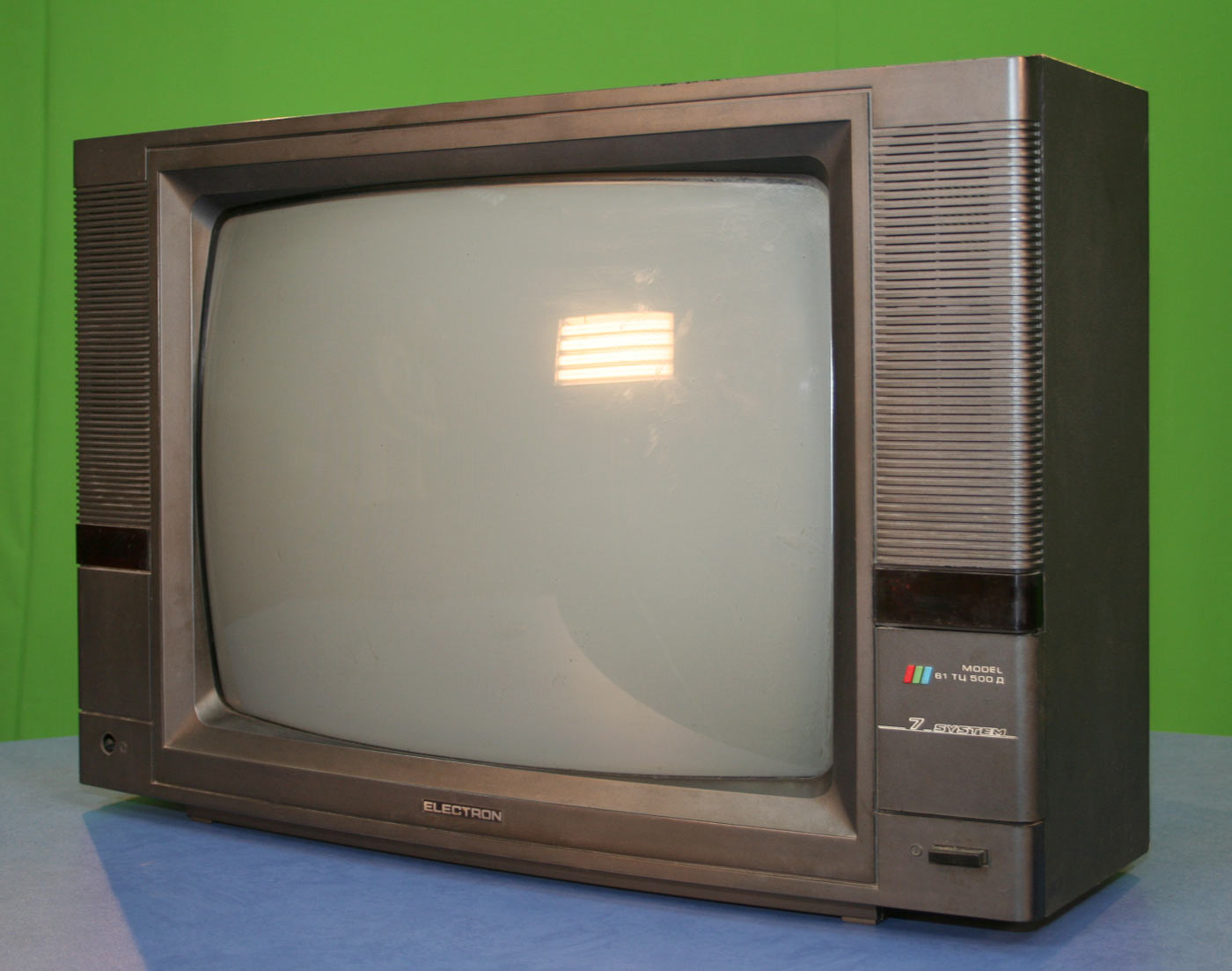
Экспортная модель интегрально-полупроводникового цветного телевизора Львовского завода «Электрон 61ТЦ-500», 1990 г.

На предприятии проводилась системная работа по повышению рабочей квалификации и социальному развитию коллектива — за разработку и внедрение комплексного плана социального развития развития предприятия Главный комитет ВДНХ СССР три раза (в 1967, 1969 и 1972 гг.) наградил львовское производственно-техническое объединение «Электрон» дипломом I степени, а его авторов — медалями. В результате, качество и производительность труда были повышены. В это же время, с разрешения министерства торговли УССР в порядке эксперимента на баланс предприятия была передана столовая, ставшая «цехом № 22».
В 1970 году завод был награждён орденом Трудового Красного Знамени. Также, в 1970 году завод стал головным предприятием львовского производственного объединения «Электрон» (в состав которого вошли пять производственных единиц, десять заводов на территории Львовской и Закарпатской областей УССР и четыре научно-исследовательские организации).
В 1973 году на этом заводе впервые в СССР была изготовлена аппаратура для воспроизводства телепередач на экраны особо большого размера (от 12 до 50 квадратных метров.
Девятую пятилетку «Электрон» выполнил досрочно, 11 апреля 1975 года, при этом все модели выпускаемых черно-белых телевизоров имели Государственный Знак качества СССР. Развитию предприятия способствовал обмен опытом, который «Электрон» осуществлял с другими предприятиями СССР, а также с телевизионными предприятиями города Штассфурт (ГДР) и «Тесла-Орава» (ЧССР).
В период до 1981 года заводом было освоено производство 15 моделей чёрно-белых и 7 моделей цветных телевизоров (среди которых были «Электрон», «Огонёк-2», «Электрон-2» и др.). Кроме телевизоров, завод выпускал видеопроекторы «Аристон».
До 1991 года телевизоры завода продавались на экспорт, в том числе в страны Западной Европы.
29 июня 1991 года львовское производственное объединение «Электрон» было преобразовано в акционерное общество «Электрон».

#### Продукция
Телевизоры:
- Львов, Львов-2, Верховина, Верховина-А, Верховина-Б, Верховина-В, Огонек, Огонек-2,
- Электрон, Электрон-2, Электрон-205, Электрон-206, Электрон-207, Электрон-208, Электрон-215, Электрон-216, Электрон-218, Электрон-219, Электрон-225,
- Электрон-701, Электрон-703, Электрон-706, Электрон-708, Электрон-710, Электрон-711, Электрон-712, Электрон-714, Электрон-716, Электрон-718, Электрон-725, Электрон-736, Электрон-738,
- Электрон Ц-190, Электрон Ц-201, Электрон Ц-260, Электрон Ц-265, Электрон Ц-267, Электрон Ц-275, Электрон Ц-280, Электрон Ц-282, Электрон Ц-283, Электрон Ц-380, Электрон Ц-382, Электрон Ц-383, Электрон Ц-433, Электрон Ц-436,
- Электрон 51ТЦ-423, Электрон 51ТЦ-424, Электрон 61ТЦ-425, Электрон 51ТЦ-426, Электрон 71ТЦ-430, Электрон 51ТЦ-433, Электрон 61ТЦ-433, Электрон 51ТЦ-434, Электрон 51ТЦ-436, Электрон51 ТЦ-437, Электрон 61ТЦ-450, Электрон 61ТЦ-451, Электрон 51ТЦ-455, Электрон 61ТЦ-455, Электрон 51ТЦ-461, Электрон 61ТЦ-461, Электрон 51ТЦ-462, Электрон 61ТЦ-462,
- Электрон 61ТЦ-500, Электрон 51ТЦ-502, Электрон 54ТЦ-502, Электрон 61ТЦ-502, Электрон 51ТЦ5163.[11]

### После 1991
Независимость Украины завод встретил, являясь успешным предприятием, выпускающим более 1,2 млн. телевизоров.
После приватизации основных фондов, АО «Электрон» было преобразовано в «Концерн — Электрон». В состав концерна вошли завод телевизионной техники «Электрон», ОКБ «Текон-Электрон», ООО НПО «Китва» и ЗАО «Авикоc — Электрон».
Разрыв хозяйственных связей, экономический кризис 1990-х годов, сокращение спроса на продукцию предприятия в условиях проникновения на внутренний рынок страны телевизионной техники иностранного производства, прекращение деятельности предприятий-поставщиков комплектующих осложнили хозяйственное положение завода.
После того, как в 1997 году прекратил работу симферопольский завод «Фотон», львовский завод «Электрон» стал единственным производителем кинескопов на территории Украины.
Осенью 2004 года завод возобновил производство телевизоров и в течение 2005 года выпустил 34 тысячи телевизоров. К началу февраля 2006 года завод освоил выпуск 14 моделей телевизоров (которые производились с использованием иностранных компонентов: микропроцессоров компании «Philips» и кинескопов компаний «Panasonic», «Samsung», «LG-Philips» и «Thomson»).
19 декабря 2007 года руководство «Концерн-Электрон» сообщило, что помимо производства 15 моделей телевизоров, телевизионный завод совместно с компанией «Tyco Electronics Ltd.» (США) освоил выпуск выпуск высокотехнологичной электротехнической продукции: систем телевизионного наблюдения и охраны, которые уже используют государственной пограничной службой, государственной таможенной службой и казначейством.
К началу 2008 года, помимо продукции гражданского назначения, завод имел возможность производить: ТВ-головки самонаведения для ракет класса «воздух-поверхность», двухосные оптико-телевизионные визирные головки для поиска, выявления и автосопровождения наземных и надводных целей, пассивные телевизионные головки и подвесную авиационную аппаратуру для ТВ-командного наведения ракет класса «воздух-поверхность», авиационные мониторы и аппаратуру для модернизации боевых самолётов Су-25, МиГ-29 и боевых вертолётов Ми-24.
Вступление Украины в ВТО в мае 2008 года и начавшийся в 2008 году экономический кризис осложнили положение завода в 2008 году, однако за счёт использования в производстве телевизоров комплектующих иностранного производства к 2009 году завод увеличил объёмы производства телевизоров до 60 тыс. шт. в год.
В 2009 году продукция завода вошла в перечень «100 лучших товаров Украины», а предприятие стало лауреатом этого конкурса.
В январе 2010 года завод возобновил фирменную торговлю: во Львове был открыт фирменный магазин предприятия, в котором были представлены свыше двадцати выпускаемых заводом моделей телевизоров.
В декабре 2012 года представители «Концерн-Электрон» сообщили, что телевизионный завод «Электрон» полностью обновил модельный ряд выпускаемой продукции и основную часть выпускаемых предприятием в 2013 году моделей телевизоров составят современные модели со светодиодной подсветкой экрана.
К началу 2017 года большинство помещений завода было сдано в аренду.